# Svjetsko prvenstvo u vaterpolu 1991.
Svjetsko prvenstvo u vaterpolu 1991. održano je u Perthu od 3. do 13. siječnja.

## Turnir

### Skupina A
| Nadnevak    | 1. momčad | Ishod   | 2. momčad   |
| ----------- | --------- | ------- | ----------- |
| 5. siječnja | Grčka     | 14 : 2  | Novi Zeland |
|             | Italija   | 7 : 5   | SSSR        |
| 6. siječnja | Italija   | 19 : 1  | Novi Zeland |
|             | SSSR      | 15 : 7  | Grčka       |
| 7. siječnja | Italija   | 12 : 10 | Grčka       |
|             | SSSR      | 17 : 2  | Novi Zeland |

|    | Tablica     | I | Pob. | Ner. | Por. | Pos. P | Prim. P | RP  | Bodovi |
| -- | ----------- | - | ---- | ---- | ---- | ------ | ------- | --- | ------ |
| 1. | Italija     | 3 | 3    | 0    | 0    | 38     | 16      | +22 | 6      |
| 2. | SSSR        | 3 | 2    | 0    | 1    | 37     | 16      | +21 | 4      |
| 3. | Grčka       | 3 | 1    | 0    | 2    | 31     | 29      | +2  | 2      |
| 4. | Novi Zeland | 3 | 0    | 0    | 3    | 5      | 50      | -45 | 0      |

### Skupina B
| Nadnevak    | 1. momčad   | Ishod   | 2. momčad  |
| ----------- | ----------- | ------- | ---------- |
| 5. siječnja | Jugoslavija | 8 : 3   | Španjolska |
|             | Rumunjska   | 13 : 4  | Kina       |
| 6. siječnja | Jugoslavija | 16 : 6  | Rumunjska  |
|             | Španjolska  | 21 : 9  | Kina       |
| 7. siječnja | Jugoslavija | 25 : 9  | Kina       |
|             | Španjolska  | 12 : 10 | Rumunjska  |

|    | Tablica     | I | Pob. | Ner. | Por. | Pos. P | Prim. P | RP  | Bodovi |
| -- | ----------- | - | ---- | ---- | ---- | ------ | ------- | --- | ------ |
| 1. | Jugoslavija | 3 | 3    | 0    | 0    | 49     | 18      | +31 | 6      |
| 2. | Španjolska  | 3 | 2    | 0    | 1    | 36     | 27      | +9  | 4      |
| 3. | Rumunjska   | 3 | 1    | 0    | 2    | 29     | 32      | -3  | 2      |
| 4. | Kina        | 3 | 0    | 0    | 3    | 22     | 59      | -37 | 0      |

### Skupina C
| Nadnevak    | 1. momčad | Ishod   | 2. momčad |
| ----------- | --------- | ------- | --------- |
| 5. siječnja | Mađarska  | 12 : 9  | Kuba      |
|             | Njemačka  | 22 : 7  | Egipat    |
| 6. siječnja | Mađarska  | 20 : 4  | Egipat    |
|             | Njemačka  | 9 : 7   | Kuba      |
| 7. siječnja | Mađarska  | 9 : 8   | Njemačka  |
|             | Kuba      | 17 : 10 | Egipat    |

|    | Tablica  | I | Pob. | Ner. | Por. | Pos. P | Prim. P | RP  | Bodovi |
| -- | -------- | - | ---- | ---- | ---- | ------ | ------- | --- | ------ |
| 1. | Mađarska | 3 | 3    | 0    | 0    | 41     | 21      | +20 | 6      |
| 2. | Njemačka | 3 | 2    | 0    | 1    | 39     | 23      | +16 | 4      |
| 3. | Kuba     | 3 | 1    | 0    | 2    | 33     | 31      | +2  | 2      |
| 4. | Egipat   | 3 | 0    | 0    | 3    | 21     | 59      | -38 | 0      |

### Skupina D
| Nadnevak    | 1. momčad  | Ishod  | 2. momčad  |
| ----------- | ---------- | ------ | ---------- |
| 5. siječnja | SAD        | 11 : 5 | Kanada     |
|             | Australija | 9 : 4  | Francuska  |
| 6. siječnja | SAD        | 13 : 3 | Francuska  |
|             | Australija | 13 : 9 | Kanada     |
| 7. siječnja | Francuska  | 9 : 7  | Kanada     |
|             | SAD        | 6 : 5  | Australija |

|    | Tablica    | I | Pob. | Ner. | Por. | Pos. P | Prim. P | RP  | Bodovi |
| -- | ---------- | - | ---- | ---- | ---- | ------ | ------- | --- | ------ |
| 1. | SAD        | 3 | 3    | 0    | 0    | 30     | 14      | +16 | 6      |
| 2. | Australija | 3 | 2    | 0    | 1    | 27     | 19      | +8  | 4      |
| 3. | Francuska  | 3 | 1    | 0    | 2    | 16     | 39      | -13 | 2      |
| 4. | Kanada     | 3 | 0    | 0    | 3    | 22     | 33      | -11 | 0      |

### Skupina E
| Nadnevak     | 1. momčad   | Ishod | 2. momčad   |
| ------------ | ----------- | ----- | ----------- |
| 9. siječnja  | Španjolska  | 8 : 7 | Italija     |
|              | SSSR        | 9 : 8 | Jugoslavija |
| 10. siječnja | Jugoslavija | 9 : 6 | Italija     |
|              | Španjolska  | 7 : 4 | SSSR        |

|    | Tablica     | I | Pob. | Ner. | Por. | Pos. P | Prim. P | RP | Bodovi |
| -- | ----------- | - | ---- | ---- | ---- | ------ | ------- | -- | ------ |
| 1. | Jugoslavija | 3 | 2    | 0    | 1    | 25     | 18      | +7 | 4      |
| 2. | Španjolska  | 3 | 2    | 0    | 1    | 18     | 19      | -1 | 4      |
| 3. | Italija     | 3 | 1    | 0    | 2    | 20     | 22      | -2 | 2      |
| 4. | SSSR        | 3 | 1    | 0    | 2    | 18     | 22      | -4 | 2      |

### Skupina F
| Nadnevak     | 1. momčad  | Ishod   | 2. momčad  |
| ------------ | ---------- | ------- | ---------- |
| 9. siječnja  | Mađarska   | 12 : 11 | Australija |
|              | Njemačka   | 9 : 7   | SAD        |
| 10. siječnja | Mađarska   | 9 : 9   | SAD        |
|              | Australija | 9 : 7   | Njemačka   |

|    | Tablica    | I | Pob. | Ner. | Por. | Pos. P | Prim. P | RP | Bodovi |
| -- | ---------- | - | ---- | ---- | ---- | ------ | ------- | -- | ------ |
| 1. | Mađarska   | 3 | 2    | 1    | 0    | 30     | 28      | +2 | 5      |
| 2. | SAD        | 3 | 1    | 1    | 1    | 22     | 23      | -1 | 3      |
| 3. | Australija | 3 | 1    | 0    | 2    | 25     | 25      | 0  | 2      |
| 4. | Njemačka   | 3 | 1    | 0    | 2    | 24     | 25      | -1 | 2      |

### Poluzavršnica
| 1. momčad   | Ishod | 2. momčad  |
| ----------- | ----- | ---------- |
| Jugoslavija | 7 : 6 | SAD        |
| Mađarska    | 8 : 9 | Španjolska |

### Za treće mjesto
| 1. momčad | Ishod   | 2. momčad |
| --------- | ------- | --------- |
| Mađarska  | 13 : 12 | SAD       |

### Završnica
| 1. momčad   | Ishod | 2. momčad  |
| ----------- | ----- | ---------- |
| Jugoslavija | 8 : 7 | Španjolska |